# Belle & Sebastian
Belle & Sebastian is een Schotse tweepop-groep. De groep werd opgericht in 1996 in Glasgow, door Stuart Murdoch en Stuart David. De eerste paar albums waren sterk geïnspireerd door jaren 60-pop en jaren 80-indiebands zoals Felt en The Smiths.
De groepsnaam is afkomstig van de reeks verhalen over Belle et Sébastien van de Française Cécile Aubry. De verhalen gaan over een weesjongen, Sébastien, en zijn witte hond Belle.
In 1998 wonnen ze een Brit Award voor Beste Nieuwkomer. Hoewel ze tot die tijd altijd een trouwe cultaanhang hadden gehad, braken ze buiten het Verenigd Koninkrijk pas echt door met de release van hun zesde studio-album Dear catastrophe waitress. Ze werden in 2004 genomineerd voor de prestigieuze Mercury Prize, maar Franz Ferdinand, eveneens uit Glasgow, ging er met de prijs vandoor.

## Groepsleden
- Richard Colburn (25 juli 1970): percussie, drums (1996–heden)
- Mick Cooke (15 december 1973): trompet, gitaar, basgitaar, percussie (1998–2013; tourneemuzikant 1996–1998)
- Chris Geddes (2 oktober 1975): keyboards, piano, percussie (1996–heden)
- Stevie Jackson (16 januari 1969): gitaar, zang, piano (1996–heden)
- Bobby Kildea (14 maart 1972): gitaar, basgitaar (2001–heden)
- Sarah Martin (12 februari 1974): zang, viool, gitaar, fluit, keyboards, recorder, percussie (1996-heden)
- Stuart Murdoch (25 augustus 1968): akoestische gitaar, zang, keyboards (1996–heden)
- Dave McGowan – basgitaar, keyboards, gitaar (2018–heden); tourneemuzikant 2012–2018)
- Isobel Campbell – zang, cello, gitaar (1996–2002)
- Stuart David – basgitaar (1996–2000)

Ex-lid Isobel Campbell verliet de band in 2002. Ze maakte in 2006 samen met Mark Lanegan het album Ballad of the Broken Seas, een plaat waarvan de sound aan Tom Waits doet denken. Ook bracht ze in 2006 Milkwhite Sheets onder haar eigen naam uit. Ten slotte bestaat haar project The Gentle Waves nog, maar de laatste cd daarvan dateert van 2000.
Richard Colburn speelde op de platen van The Reindeer Section: Y'all get scared now, ya hear! uit 2001 en Son of evil reindeer uit 2002.
Stuart David was tot 2000 lid van Belle & Sebastian. Nog voor het bestaan van Belle and Sebastian had hij al twee romans geschreven, Nalda Said en The Peacock Manifesto, die toen pas uitgebracht werden. Voor The Peacock Manifesto maakte hij een soundtrack: The Snare. Dat was een album van Looper, Davids nieuwe band.
Het volgende album met nieuw materiaal van de band heette God help the girl, en was de soundtrack voor een film met dezelfde naam (geschreven door Murdoch). In tegenstelling tot Storytelling, de soundtrack van de gelijknamige film van Todd Solondz, heeft deze meer artiesten naast Belle & Sebastian. Het album God help the girl kwam uit in 2009 met als single Come monday night.
Na het muziek- en filmproject God help the girl richtte Murdoch zijn aandacht weer volledig op zijn werk met Belle & Sebastian. De band nam in 2014 het album Girls in peacetime want to dance op, dat in 2015 werd uitgebracht.

## Muziek in films
- There's too much love van het album Fold your hands child, you walk like a peasant (2000) wordt gebruikt in de Braziliaanse film Hoje Eu Quero Voltar Sozinho.

## Discografie

### Studioalbums
- 1996: Tigermilk
- 1996: If you're feeling sinister
- 1998: The boy with the arab strap
- 2000: Fold your hands child, you walk like a peasant
- 2002: Storytelling
- 2003: Dear catastrophe waitress
- 2006: The life pursuit
- 2008: The BBC sessions
- 2009: God help the girl
- 2010: Write about love
- 2015: Girls in peacetime want to dance
- 2018: How to solve our human problems
- 2019: Days Of The Bagnold Summer
- 2020: What To Look For In Summer
- 2022: A Bit of Previous

### Singles en ep's
- 1997: Dog on wheels (ep)
- 1997: Lazy line painter Jane (ep)
- 1997: 3..6..9.. seconds of light (ep)
- 1998: This is just a modern rock song (ep)
- 2000: Legal man
- 2001: Jonathan David
- 2001: I'm waking up to us
- 2003: Step into my office, baby
- 2004: I'm a cuckoo
- 2004: Books (ep)
- 2006: Casaco Marron
- 2006: Funny little frog
- 2006: The blues are still blue
- 2006: White collar boy
- 2008: Introducing... Belle & Sebastian (ep)
- 2010: Write about love
- 2011: I want the world to stop
- 2011: Come on sister
- 2015: The party line
- 2015: Nobody's empire
- 2015: The cat with the cream
- 2017: We were beautiful
- 2018: Poor boy

### Compilatiealbums
- 2005: Push barman to open old wounds
- 2013: The third eye centre

### Dvd's
- 2003: Fans only

## Hitnoteringen

### Albums
| Album met eventuele hitnotering(en) in de Nederlandse Album Top 100 | Datum van verschijnen | Datum van binnenkomst | Hoogste positie | Aantal weken | Opmerkingen   |
| ------------------------------------------------------------------- | --------------------- | --------------------- | --------------- | ------------ | ------------- |
| Dear catastrophe waitress                                           | 06-10-2003            | 25-10-2003            | 58              | 4            |               |
| Push barman to open old wounds                                      | 23-05-2005            | 11-06-2005            | 94              | 1            | Verzamelalbum |
| The life pursuit                                                    | 07-02-2006            | 11-02-2006            | 32              | 6            |               |
| Write about love                                                    | 08-10-2010            | 16-10-2010            | 41              | 2            |               |
| The third eye centre                                                | 23-08-2013            | 31-08-2013            | 71              | 1            | Verzamelalbum |
| Girls in peacetime want to dance                                    | 16-01-2015            | 24-01-2015            | 12              | 4            |               |
| How to solve our human problems                                     | 16-02-2018            | 24-02-2018            | 72              | 1            |               |

| Album met hitnotering(en) in de Vlaamse Ultratop 200 albums | Datum van verschijnen | Datum van binnenkomst | Hoogste positie | Aantal weken | Opmerkingen   |
| ----------------------------------------------------------- | --------------------- | --------------------- | --------------- | ------------ | ------------- |
| The life pursuit                                            | 2006                  | 18-02-2006            | 41              | 5            |               |
| Write about love                                            | 2010                  | 23-10-2010            | 51              | 1            |               |
| The third eye centre                                        | 2013                  | 07-09-2013            | 107             | 2            | Verzamelalbum |
| Girls in peacetime want to dance                            | 2015                  | 24-01-2015            | 40              | 10           |               |
| How to solve our human problems                             | 2018                  | 24-02-2018            | 129             | 2            |               |

### Singles
| Single met eventuele hitnotering(en) in de Nederlandse Top 40 | Datum van verschijnen | Datum van binnenkomst | Hoogste positie | Aantal weken | Opmerkingen                 |
| ------------------------------------------------------------- | --------------------- | --------------------- | --------------- | ------------ | --------------------------- |
| Step into my office, baby                                     | 17-11-2003            | -                     |                 |              | Nr. 80 in de Single Top 100 |

| Single met hitnotering(en) in de Vlaamse Ultratop 50 | Datum van verschijnen | Datum van binnenkomst | Hoogste positie | Aantal weken | Opmerkingen |
| ---------------------------------------------------- | --------------------- | --------------------- | --------------- | ------------ | ----------- |
| The party line                                       | 2015                  | 10-01-2015            | tip18           | -            |             |
| We were beautiful                                    | 2017                  | 07-10-2017            | tip             | -            |             |